# Шрёдер, Роланд
Роланд Шрёдер (нем. Roland Schröder; род. 17 августа 1962, Кётен, Галле) — немецкий гребец, выступавший за сборную ГДР по академической гребле в конце 1980-х годов. Чемпион летних Олимпийских игр в Сеуле, серебряный и бронзовый призёр чемпионатов мира, победитель многих регат национального и международного значения.

## Биография
Роланд Шрёдер родился 17 августа 1962 года в городе Кётен, ГДР. Проходил подготовку в Галле в местном одноимённом спортивном клубе Chemie Halle.
Впервые заявил о себе в гребле в 1980 году, когда одержал победу в парных двойках на юниорском мировом первенстве в Хазевинкеле.
Благодаря череде удачных выступлений удостоился права защищать честь страны на летних Олимпийских играх 1988 года в Сеуле — в составе экипажа, куда также вошли гребцы Ральф Брудель, Олаф Фёрстер и Томас Грайнер, занял первое место в программе мужских распашных четвёрок без рулевого и тем самым завоевал золотую олимпийскую медаль. За это выдающееся достижение по итогам сезона был награждён орденом «За заслуги перед Отечеством» в золоте.
После сеульской Олимпиады Шрёдер остался в составе гребной команды ГДР и продолжил принимать участие в крупнейших международных регатах. Так, в 1989 году он побывал на чемпионате мира в Бледе, откуда привёз награду серебряного достоинства, выигранную в зачёте распашных рулевых восьмёрок — здесь его команду обошёл только экипаж из Западной Германии.
В 1990 году на мировом первенстве в Тасмании стал бронзовым призёром в восьмёрках, уступив в финале сборным ФРГ и Канады.
Впоследствии женился на гребчихе из Дрездена Хайке Винклер. По образованию — электрик. После объединения Германии занимался бизнесом по продаже крупногабаритных кухонь.